# عبد الكريم كراي
عبد الكريم كراي (من مواليد 27 فبراير 1997) هو رياضي بارالمبي جزائري متخصص في عدو المسافات المتوسطة.

## الحياة المهنية
مثل كراي الجزائر في دورة الألعاب البارالمبية الصيفية 2020 في سباق 1500 متر T38 وحصل على الميدالية الفضية.